# Corybas ecarinatus
Corybas ecarinatus là một loài thực vật có hoa trong họ Lan. Loài này được Anker & Seidenf. mô tả khoa học đầu tiên năm 2000.